# Une belle histoire / Een mooi verhaal
Une belle histoire / Een mooi verhaal is een single van Alderliefste en Paul de Leeuw, uitgebracht op 21 juli 2006. Het lied werd geschreven door Pierre Delanoë, Michel Fugain en Han Kooreneef.
Une belle histoire / Een mooi verhaal was voor Alderliefste de tweede Top 40-hit nadat in 2005 hun single Laat me / Vivre met Ramses Shaffy en Liesbeth List al in de Top 40 stond. Ook dat lied was een combinatie van de talen Nederlands en Frans. Voor Paul de Leeuw is het de vijftiende Top 40-hit.
Alderliefste neemt het Franstalige deel van het lied voor zijn rekening, Paul de Leeuw zingt het Nederlandse. De brug van het nummer is een Nederlandstalige bewerking van het refrein van Fantasy van Earth, Wind & Fire. Het Franstalige deel is een cover van het lied Une belle histoire van Michel Fugain. Dat lied stond ten tijde van de single in de belangstelling omdat het als achtergrondmuziek in een reclame van het telefoniebedrijf Orange fungeerde. Het Nederlandse deel, Een mooi verhaal, werd erbij geschreven door Han Kooreneef.
Een volledige Nederlandstalige versie is te vinden op het album Zo zal het zijn van Isabelle A, uitgebracht in 2017.

## Hitnoteringen

### Nederlandse Top 40
| Une belle histoire / Een mooi verhaal in de Nederlandse Top 40 binnenkomst: 12 augustus 2006 | Une belle histoire / Een mooi verhaal in de Nederlandse Top 40 binnenkomst: 12 augustus 2006 | Une belle histoire / Een mooi verhaal in de Nederlandse Top 40 binnenkomst: 12 augustus 2006 | Une belle histoire / Een mooi verhaal in de Nederlandse Top 40 binnenkomst: 12 augustus 2006 |
| Week                                                                                         | 01                                                                                           | 02                                                                                           | 03                                                                                           |
| -------------------------------------------------------------------------------------------- | -------------------------------------------------------------------------------------------- | -------------------------------------------------------------------------------------------- | -------------------------------------------------------------------------------------------- |
| Positie                                                                                      | 39                                                                                           | 38                                                                                           | 39                                                                                           |

### NPO Radio 2 Top 2000
| Nummer met noteringen in de NPO Radio 2 Top 2000 | '09  | '10 | '11  | '12  | '13 | '14  | '15  | '16  | '17  | '18  | '19  | '20  | '21  | '22  | '23  | '24  |
| ------------------------------------------------ | ---- | --- | ---- | ---- | --- | ---- | ---- | ---- | ---- | ---- | ---- | ---- | ---- | ---- | ---- | ---- |
| Une belle histoire / Een mooi verhaal            | 1167 | -   | 1292 | 1199 | 991 | 1033 | 1159 | 1290 | 1184 | 1296 | 1283 | 1314 | 1368 | 1459 | 1525 | 1332 |

1. ↑  Een '-' betekent dat het nummer niet was genoteerd en een vetgedrukt getal geeft de hoogste notering aan.
2. ↑  2009 was het eerste jaar met een notering voor dit nummer.